# برج کیانگنام هانوی
برج کیانگنام هانوی (انگلیسی: Keangnam Hanoi Tower) ساختمان اداری تجاری ۷۲ طبقه مستقر در شهر هانوی، ویتنام است، که در سال ۲۰۱۸ احداث گردید.